# Tom Pelphrey
Thomas J. Tom Pelphrey (estado de Nueva Jersey, 28 de julio de 1982) es un actor estadounidense conocido por haber interpretado a Jonathan Randall en la serie Guiding Light.

## Biografía
En el año 2000, Pelphrey se graduó de la escuela secundaria Howell High School.
En 2004 se graduó de la Rutgers University (Mason Gross School of the Arts) con una licenciatura en Bellas Artes.

## Carrera
El 2 de septiembre de 2004 se unió al elenco principal de la serie The guiding light donde dio vida a Jonathan "JB" Randall hasta el 18 de septiembre de 2009, después de que su personaje fingiera su muerte para poder escapar con su hija, Sarah Randall. Anteriormente el personaje de JB fue interpretado por el actor Sean Rademaker de 1999 hasta el 2000.
En octubre del 2009 se unió a la serie As the world turns donde dio vida a Mick Dante, hasta febrero del 2010 en que su personaje fue arrestado por sus delitos.
En 2015 se unió a la tercera temporada de la serie Banshee donde interpretó a Kurt Bunker, un ex-skinhead que se convierte en oficial de la policía del condado de Banshee, hasta el final de la serie en mayo de 2016.
En 2017 interpretó el rol de Ward Meachum en la serie Iron Fist, de Netflix.

## Vida personal
Desde 2022 mantiene una relación con la actriz Kaley Cuoco.
El 30 de marzo de 2023 le dieron la bienvenida a su primera hija, Matilda Carmine Richie PELPHREY.

## Filmografía

### Series de televisión
| Año       | Título                            | Personaje        | Notas                           |
| --------- | --------------------------------- | ---------------- | ------------------------------- |
| 2004-2009 | The Guiding Light                 | Jonathan Randall | 154 episodios                   |
| 2007      | Numb3rs                           | Mike Daley       | episodio "Pandora's Box"        |
| 2007      | The Burg                          | Dave             | episodio "Out"                  |
| 2008      | CSI: Miami                        | Mick Ragosa      | episodio "Wrecking Crew"        |
| 2008      | Ghost Whisperer                   | Brian            | episodio "Ghost in the Machine" |
| 2009      | Law & Order: Special Victims Unit | T-Bone           | episodio "Perverted"            |
| 2009-2010 | As the World Turns                | Mick Dante       | 29 episodios                    |
| 2010      | The Good Wife                     | Josh Mundy       | episodio "Doubt"                |
| 2011      | Body of Proof                     | Dean Avery       | episodio "Talking Heads"        |
| 2012      | Blue Bloods                       | Mike Galatis     | episodio "The Uniform"          |
| 2013      | The Following                     | Brock            | episodio "Guilt"                |
| 2014      | Black Box                         | Joseph Moran     | episodio "Forget Me"            |
| 2015-2016 | Banshee                           | Kurt Bunker      | 15 episodios                    |
| 2017      | Iron Fist                         | Ward Meachum     | 13 episodios                    |
| 2020      | Ozark                             | Ben              | 10 episodios                    |

### Películas
| Año  | Título                 | Personaje            | Notas |
| ---- | ---------------------- | -------------------- | --- |
| 2008 | Birds of America       | Hitchhiker           | junto a Matthew Perry, Ben Foster, Ginnifer Goodwin, Lauren Graham, Zoë Kravitz, Hilary Swank y Gary Wilmes                    |
| 2010 | The Elastic            | Marty                | cortometraje, junto a Katya Campbell, Eleanor Hutchins, Caleb Scott y Beth Wittig                                              |
| 2012 | Excuse Me for Living   | Dan                  | junto a Christopher Lloyd, Robert Vaughn, Melissa Archer, James McCaffrey, Wayne Knight, Jerry Stiller y David A. Gregory      |
| 2012 | Junction               | David                | junto a David Zayas, Michael O'Keefe, Anthony Rapp, Anthony Ruivivar, Neal Bledsoe y Harris Doran                              |
| 2012 | The Girl Is in Trouble | Eric                 | junto a Columbus Short, Wilmer Valderrama, Alicja Bachleda, Jesse Spencer, Miriam Colon y Paz de la Huerta                     |
| 2013 | Tiger Lily Road        | Ricky Harden         | junto a William Hill, Michael Medeiros, Ilvi Dulack, Karen Chamberlain, Krista Amigone y Kevin Kane                            |
| 2013 | Turtle Island          | Tim                  | junto a Elizabeth Alderfer, Devin Kelley, Adam Smith Jr. y David Wexler                                                        |
| 2014 | A Cry from Within      | Carl                 | junto a Eric Roberts, Cathy Moriarty, Deborah Twiss, James McCaffrey, Sydney McCann, Robert Vaughn y Pat Patterson             |
| 2015 | #Lucky Number          | Bret Reynolds        | junto a Natalie Hall, Milena Govich, Al Sapienza, Lauren Francesca, Malcolm Goodwin y Joe D'Onofrio                            |
| 2015 | Anchors                | Denny                | junto a Devin Kelley, Will Estes y Gillian Alexy                                                                               |
| 2015 | Hear My Heart          | Jeremy               | junto a Burt Reynolds y K.C. Kelly                                                                                             |
| 2015 | Sam                    | Stephen              | junto a Morgan Fairchild, Stacy Keach, Natalie Knepp, Bryan Batt, James McCaffrey, Joe D'Onofrio, Brock Harris y Maggie Wagner |
| 2020 | Mank                   | Joseph L. Mankiewicz | junto a Gary Oldman, Amanda Seyfried, Lily Collins, Tom                                                                        |

### Videojuegos
| Año  | Título    | Personaje     | Notas                           |
| ---- | --------- | ------------- | ------------------------------- |
| 2011 | Homefront | Connor Morgan | Prestó su voz para el personaje |

### Apariciones
| Año  | Programa                                | Notas     |
| ---- | --------------------------------------- | --------- |
| 2014 | Making of Junction Featurette DVD-extra | panelista |

### Teatro
| Año  | Obra                             | Personaje    | Director      | Teatro                          | Notas                                                                    |
| ---- | -------------------------------- | ------------ | ------------- | ------------------------------- | ------------------------------------------------------------------------ |
| 2007 | A new television arrives finally | -            | -             | Theatre 54                      | -                                                                        |
| 2010 | In God's Hat                     | -            | -             | Peter Jay Sharp Theater         | -                                                                        |
| 2010 | The Lion in Winter               | Richard      | Paul Mullins  | F. M. Kirby Shakespeare Theater | junto a Sherman Howard, Lisa Harrow, Laura Campbell y Sean Hudock        |
| 2012 | End of the Rainbow               | Mickey Deans | Terry Johnson | Belasco Theatre                 | junto a Tracie Bennett, Michael Cumpsty y Jay Russell                    |
| 2014 | By the Water                     | Brian Murphy | Hal Brooks    | Manhattan Theatre Club          | junto a Cassie Beck, Quincy Dunn-Baker, Charlotte Maier y Ethan Phillips |

## Premios y nominaciones
| Año  | Categoría                                                                       | Premio                  | Película/Serie    | Resultado |
| ---- | ------------------------------------------------------------------------------- | ----------------------- | ----------------- | --------- |
| 2005 | Outstanding Younger Actor in a Drama Series                                     | Daytime Emmy Award      | The Guiding Light | nominado  |
| 2005 | Outstanding Male Newcomer                                                       | Soap Opera Digest Award | The Guiding Light | nominado  |
| 2006 | Outstanding Younger Actor in a Drama Series                                     | Daytime Emmy Award      | The Guiding Light | ganó      |
| 2007 | Outstanding Younger Actor in a Drama Series                                     | Daytime Emmy Award      | The Guiding Light | nominado  |
| 2008 | Outstanding Younger Actor in a Drama Series                                     | Daytime Emmy Award      | The Guiding Light | ganó      |
| 2013 | Best Ensemble Cast (junto a Neal Bledsoe, Harris Doran y Summer Crockett Moore) | Festival Prize Award    | Junction          | ganaron   |